# Lista de regiões da Ucrânia por IDH

Mapa das regiões da Ucrânia por Índice de Desenvolvimento Humano em 2017.
Legenda:
0.758
0.756
0.748
0.742
0.738

Esta é uma lista de regiões da Ucrânia por Índice de Desenvolvimento Humano para 2018 com dados de 2017.
| Posição                     | Região                      | IDH (2017)                  | País comparável             |
| Alto desenvolvimento humano | Alto desenvolvimento humano | Alto desenvolvimento humano | Alto desenvolvimento humano |
| --------------------------- | --------------------------- | --------------------------- | --------------------------- |
| 1                           | Ucrânia Meridional          | 0.758                       | Brasil                      |
| 2                           | Ucrânia Oriental            | 0.756                       | Armênia                     |
| –                           | Ucrânia                     | 0.751                       | China                       |
| 3                           | Ucrânia Setentrional        | 0.748                       | Colômbia                    |
| 4                           | Ucrânia Ocidental           | 0.742                       | Mongólia                    |
| 5                           | Ucrânia Central             | 0.738                       | República Dominicana        |